# ایستگاه پل لندن
ایستگاه پل لندن (انگلیسی: London Bridge station) یکی از ایستگاه‌های راه‌آهن اصلی در شهر لندن است که به متروی لندن نیز متصل می‌باشد.
این ایستگاه که در ناحیه سات‌ارک، منطقه سات‌ارک لندن قرار دارد در سال ۱۸۳۶ و ایستگاه متروی آن در سال ۱۹۰۰ میلادی تأسیس شده است، ایستگاه پل لندن جزئی از خط تیمزلینک و خط اصلی جنوب شرقی راه‌آهن انگلستان و خط جوبیلی و خط شمالی متروی لندن است.

## نگارخانه

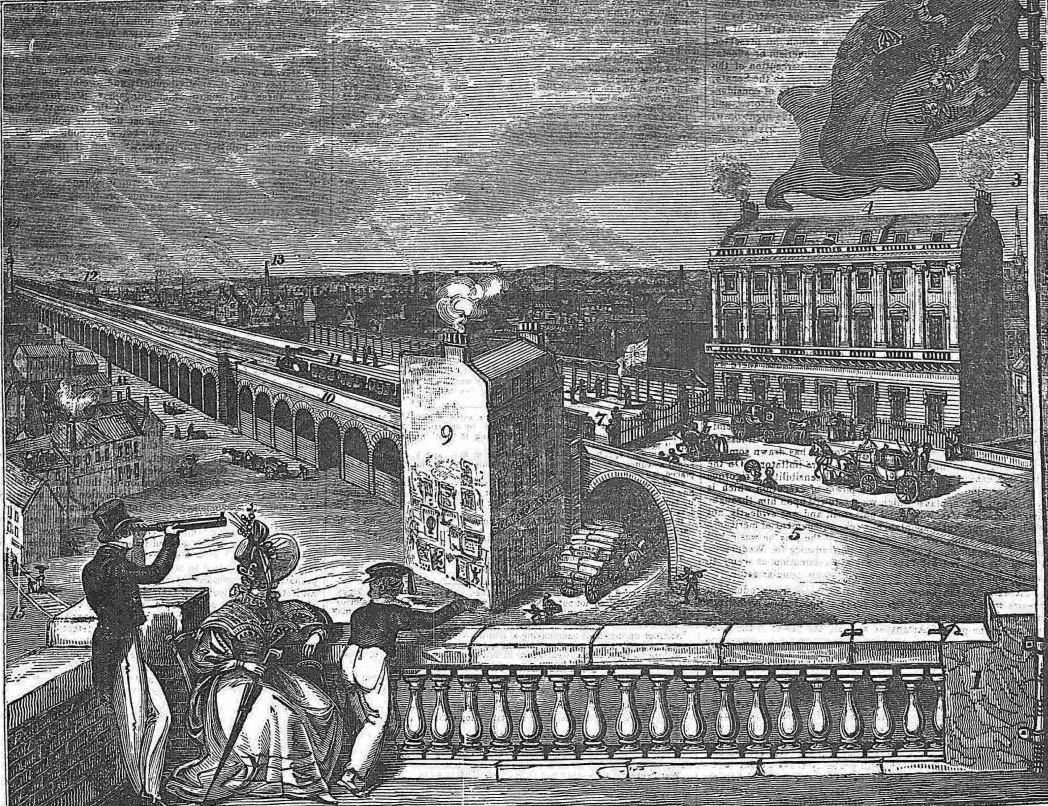
۱۸۳۶
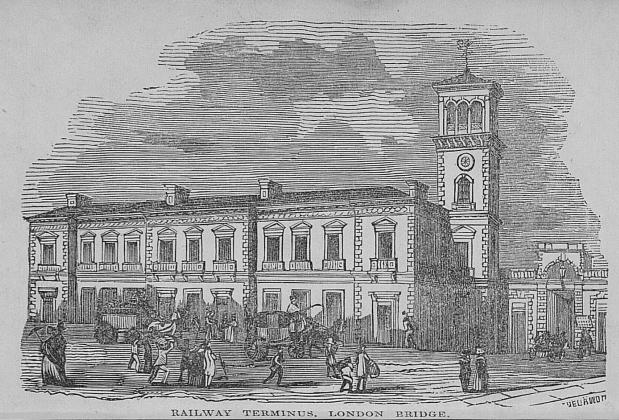
۱۸۴۴
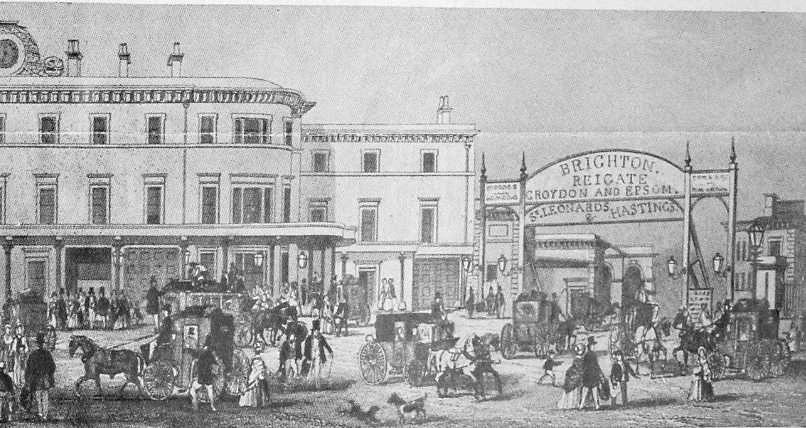
دهه ۱۸۵۰
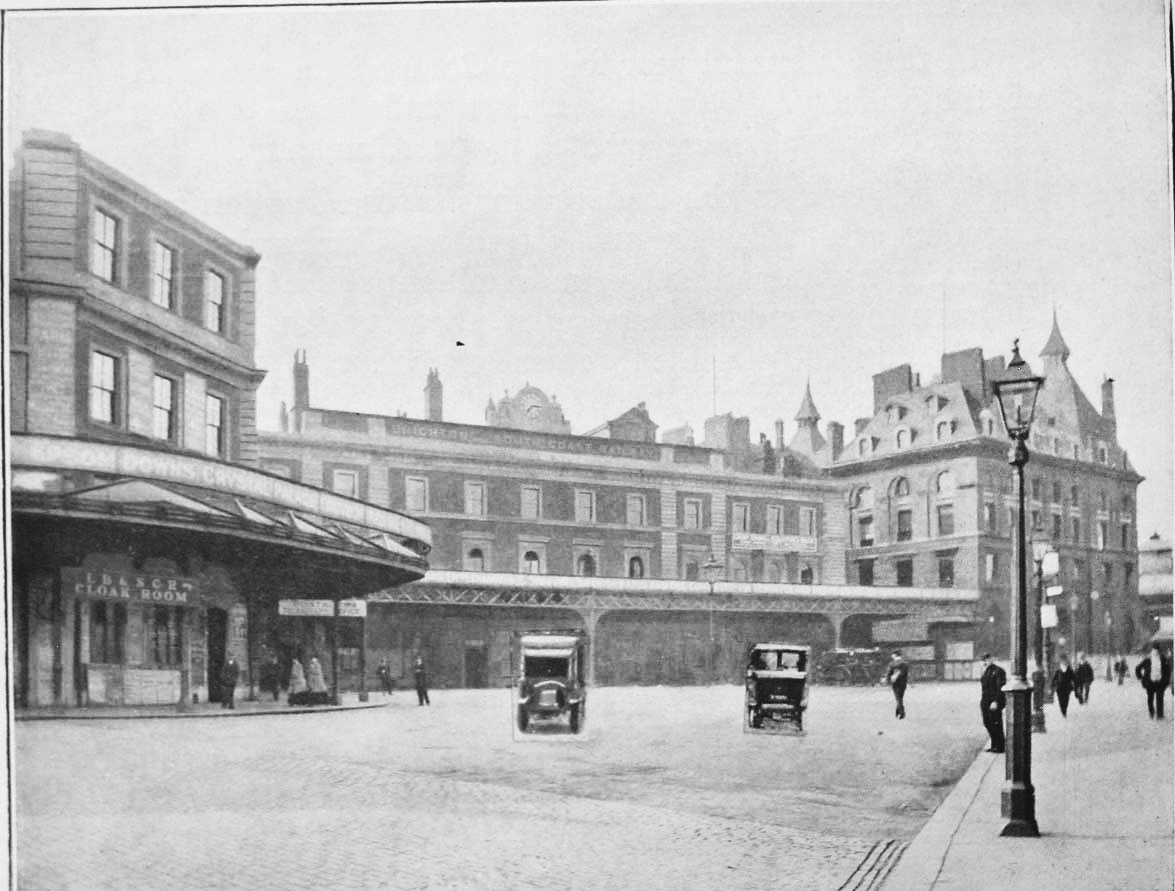
۱۹۲۲
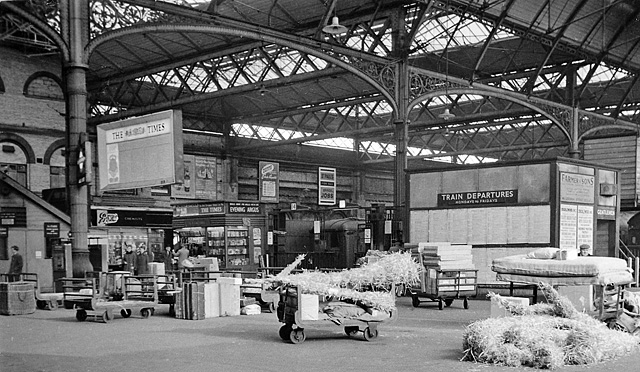
۱۹۷۸
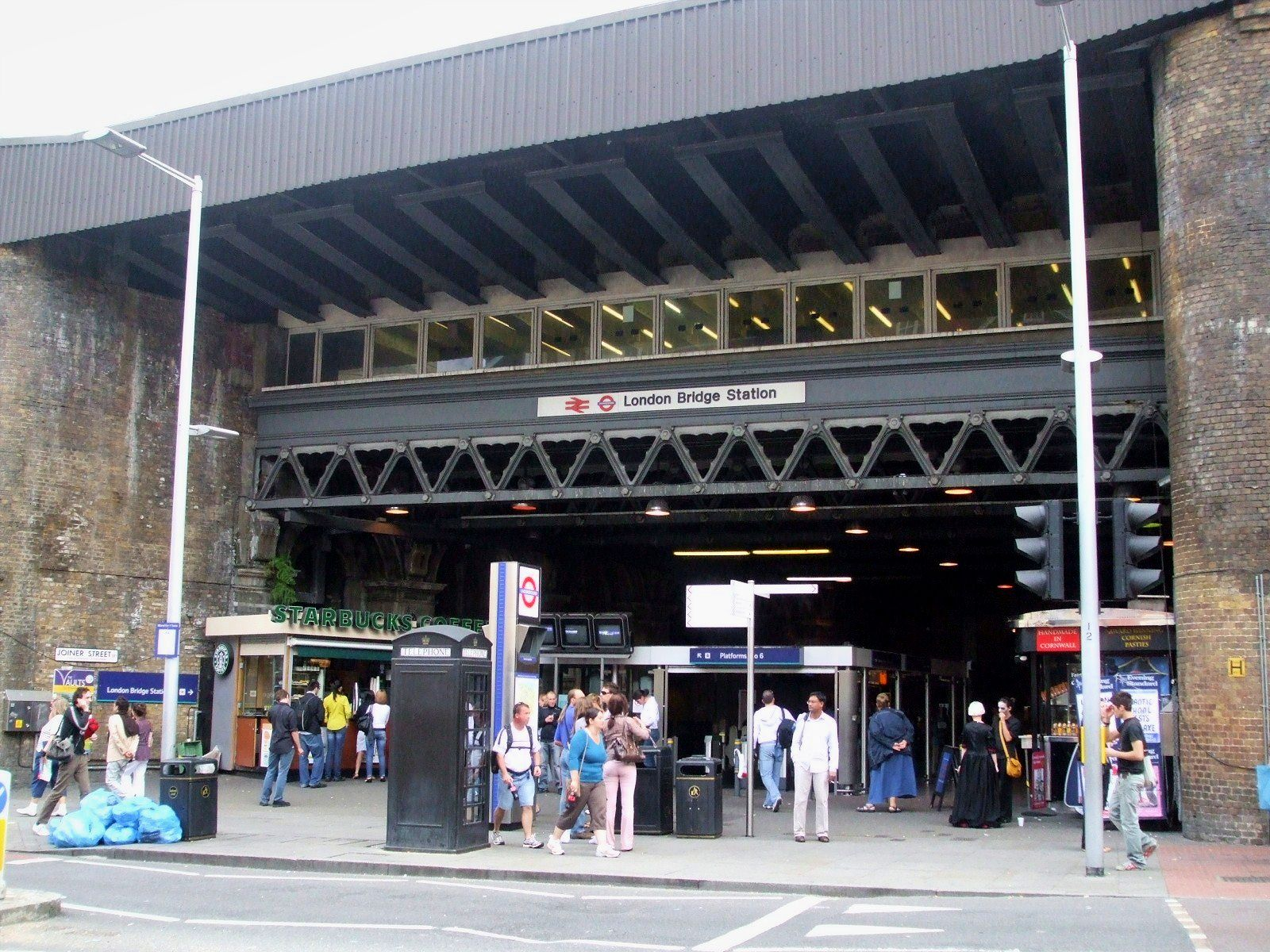
ورودی ایستگاه
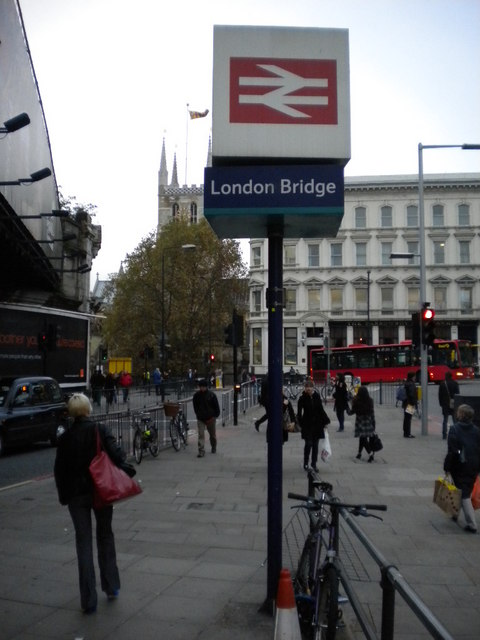
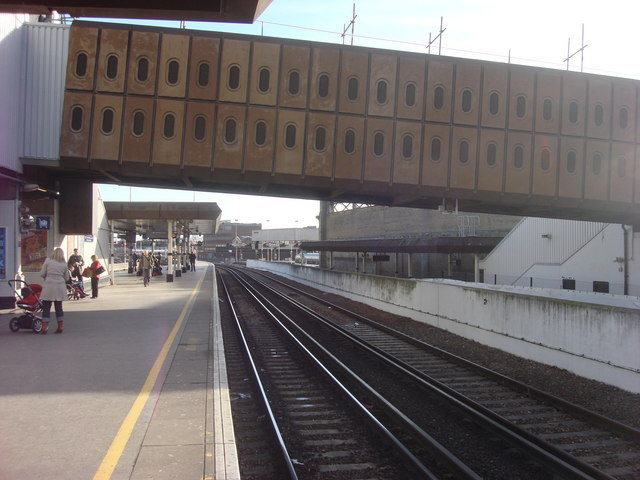
سکو ۶
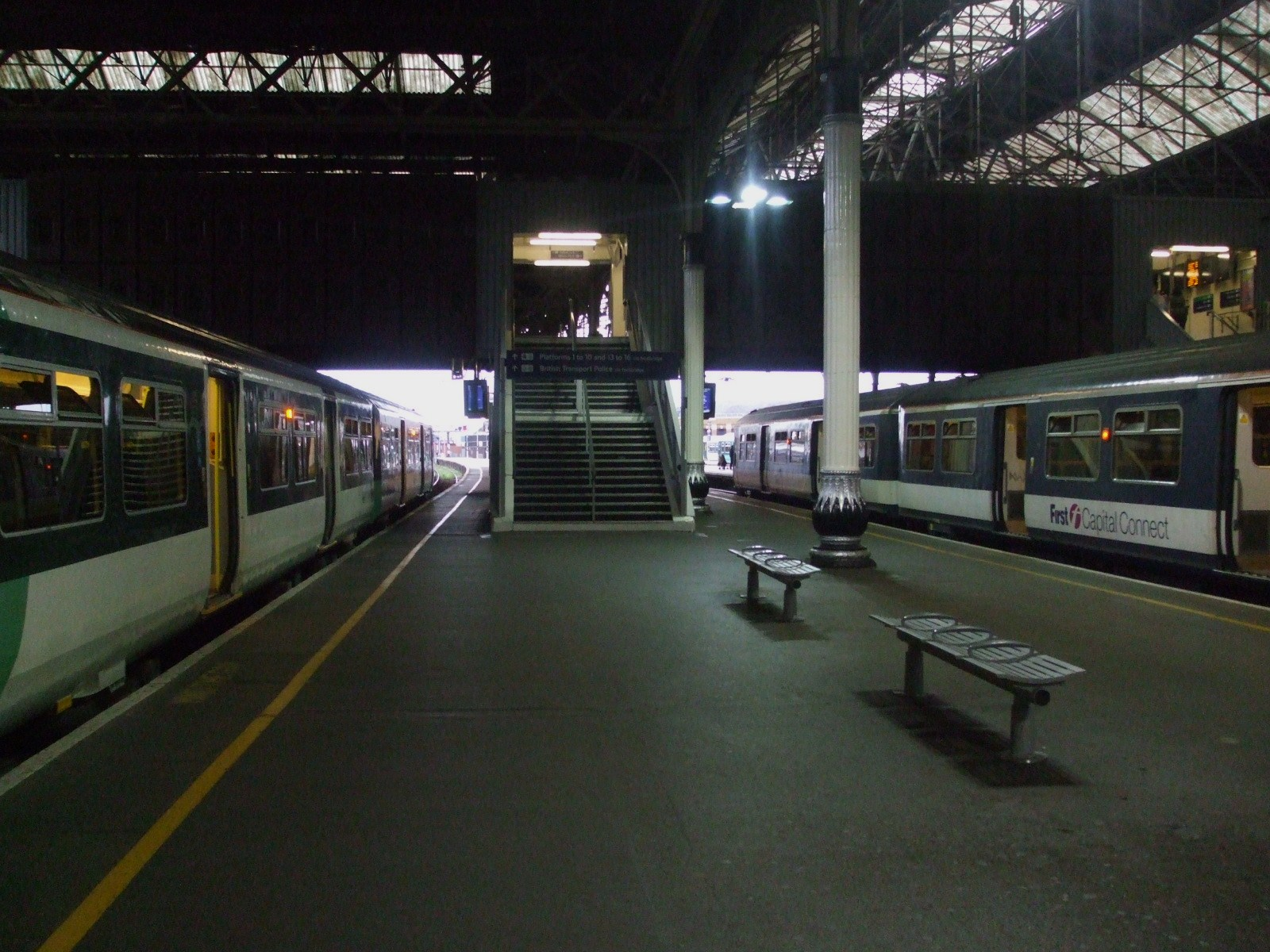
سکو ۱۱ (چپ)، سکو ۱۲ (راست)
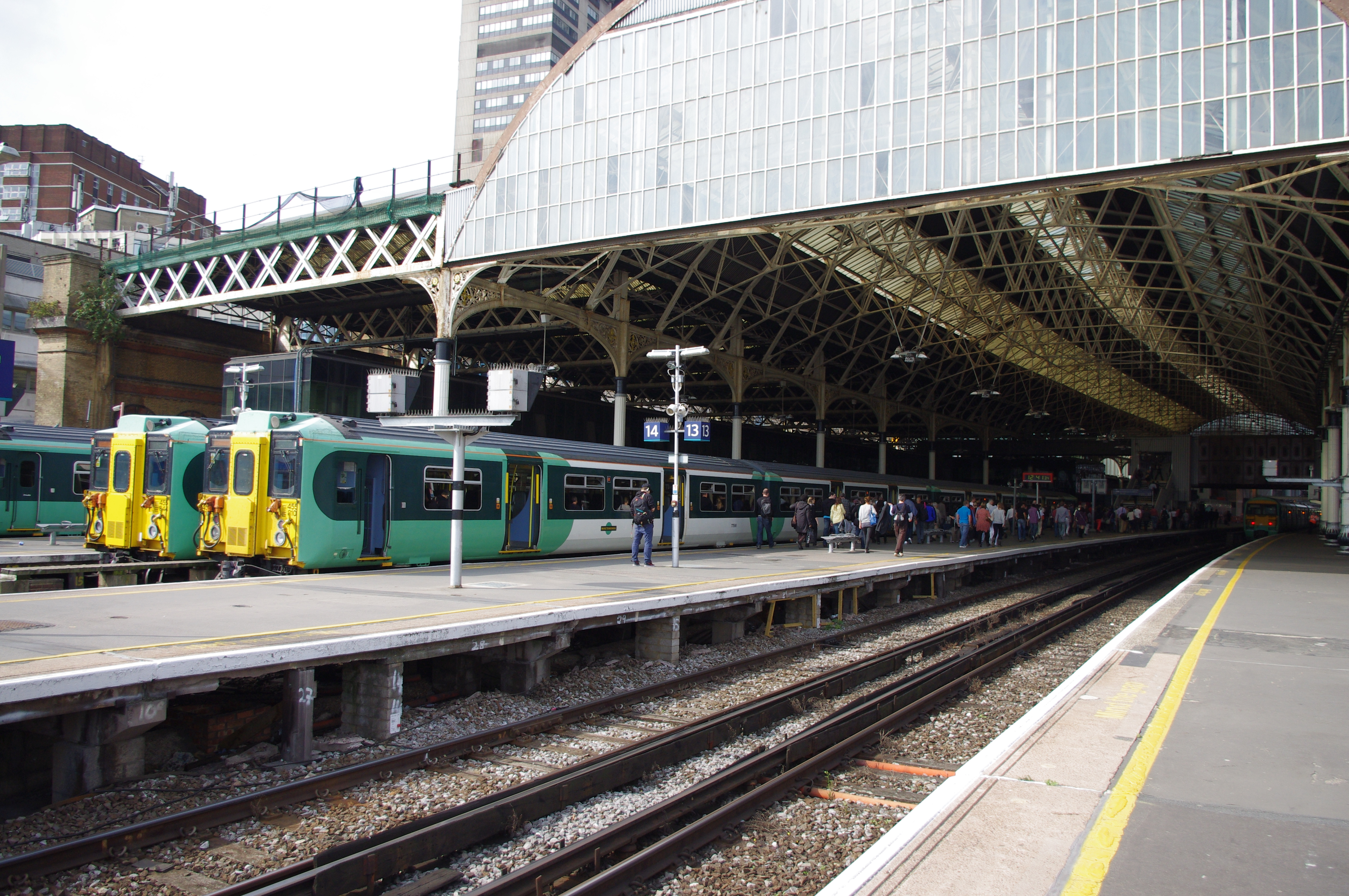
سکو ۱۳ و ۱۴
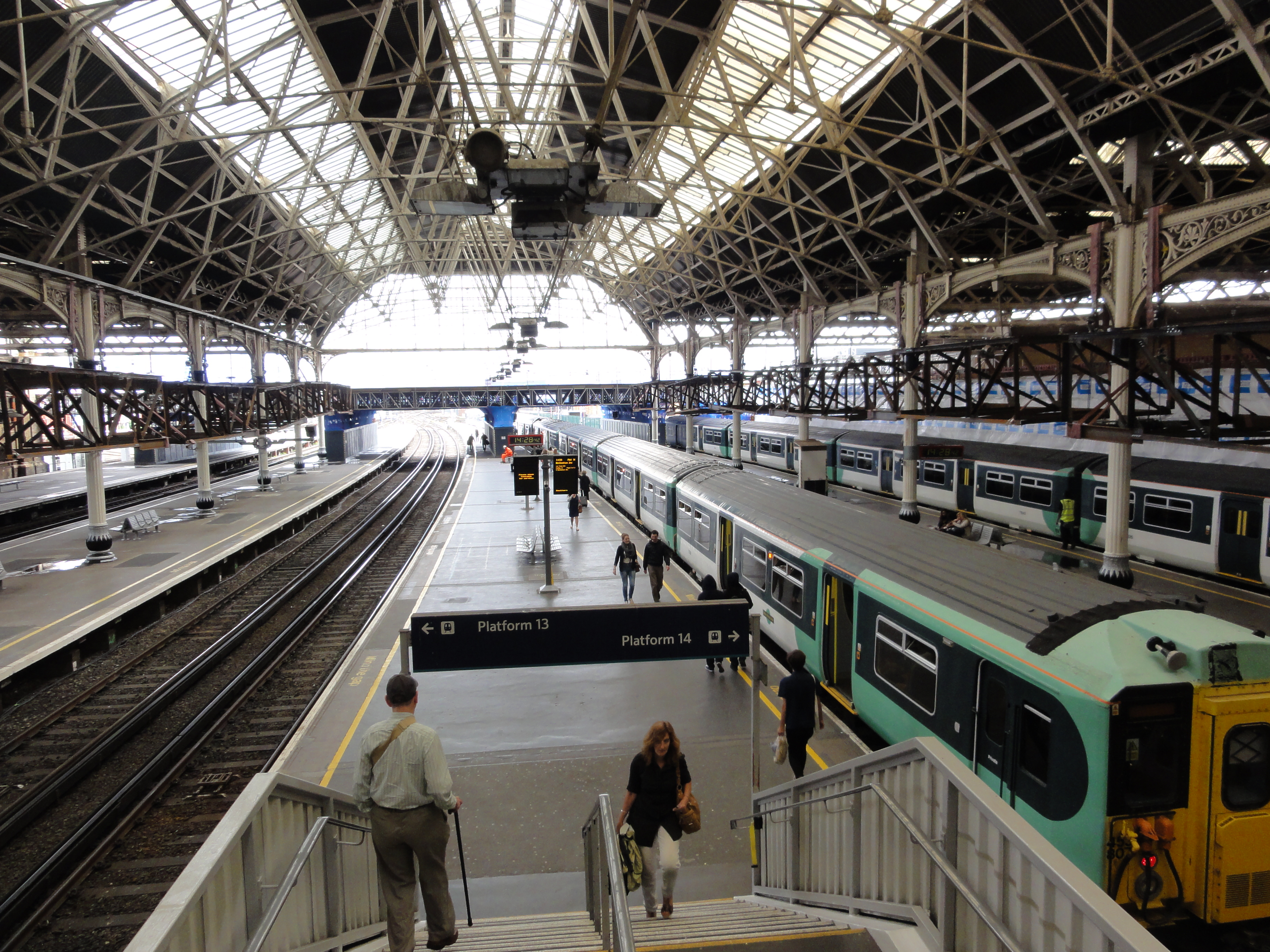
سکو ۱۳ و ۱۴
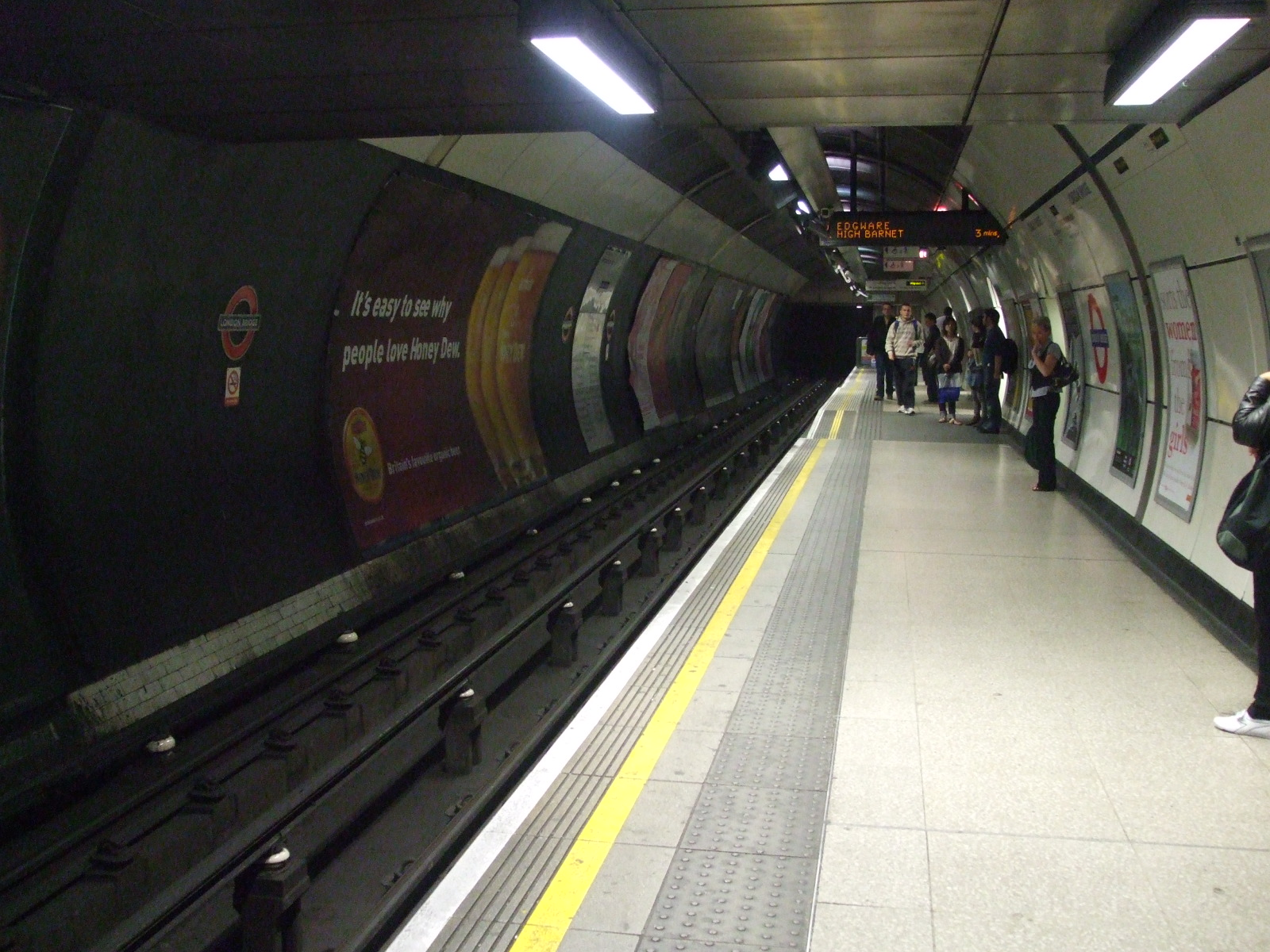
سکو خط شمالی ایستگاه مترو
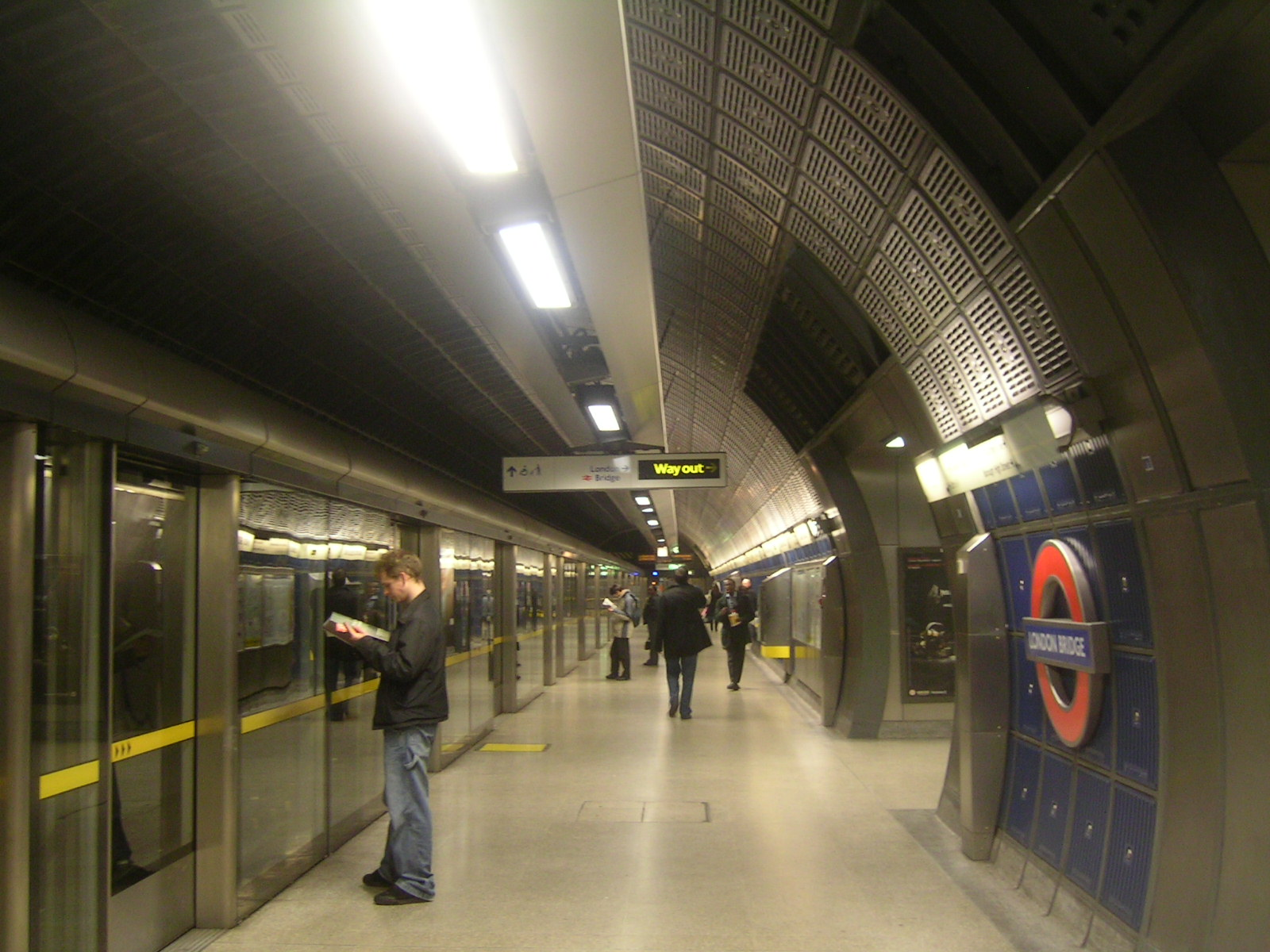
سکو خط جوبیلی ایستگاه مترو